# Prise de Porto
Pour les articles homonymes, voir Bataille de Porto.
Guerre de Succession du Portugal
La prise de Porto (24 octobre 1580) est une victoire des troupes espagnoles sous le commandement de Sancho d'Avila sur les partisans du prétendant Antoine de Crato, lors de la Guerre de succession Portugaise.
Le débarquement et la prise de la cité, exécutés avec rapidité et sans contretemps, ont mis fin sur le continent à la lutte pour la succession, assurant l'union de l'Espagne et du Portugal durant soixante ans.

## Antécédents
Après la victoire des troupes du Grand Duc d'Albe à la Bataille d'Alcántara, près de Lisbonne (25 août 1580), Antoine de Crato a fui en direction de Coimbra et Porto pour regrouper ses troupes y continuer la résistance. Cependant, le duc d'Albe a ordonné à Sancho d'Avila de marcher sur Porto, neutralisant ainsi toute possible menace.

## Porto

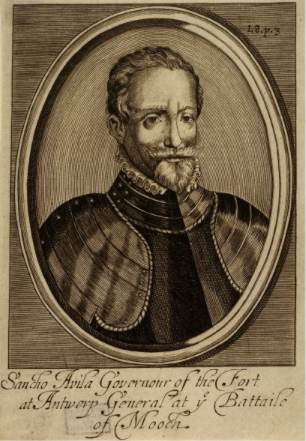
Sancho d'Avila

D'Avila est parti de Lisbonne avec 4 000 soldats d'infanterie et 400 cavaliers au mois de septembre, se trouvant stoppé par le courant violent du Douro, sans solution pour le traverser. Un soldat s'est déshabillé et a demandé du secours comme quelqu'un qui aurait été dépouillé. Une des barques que les partisans de Crato tenaient rassemblées sur la rive opposée s'est approchée; les espagnols s'en sont emparés, puis grâce à cette dernière, ils ont réussi à devenir maîtres des autres barques. Les troupes de Sancho Dávila ont débarqué sans perdre de temps à Porto le 24 octobre et ont pris facilement la cité. Cela a mis fin au dernier foyer de résistance portugaise sur le continent.

## Conséquences
La prise de Porto a été la dernière des victoires de D'Avila, qui est revenu à Lisbonne et est mort en 1583 des suites des blessures consécutives à une chute de cheval.
Seules les Açores échappaient à la domination espagnole. Antoine de Crato, craignant d'être livré par ses propres partisans, a fui en France avec les joyaux de la couronne portugaise, et a été bien reçu par la reine Catherine de Médicis, qui prétendait également au trône portugais. En échange de la cession du Brésil et de divers joyaux de grande valeur, Antoine de Crato a rassemblé une flotte, qui serait mise sous le commandement de l'exilé florentin Philippe Strozzi. Cependant, tous ces efforts se sont révélés inutiles, car la flotte a été battue par Álvaro de Bazán lors de la Bataille des Açores (1582).

### Notes

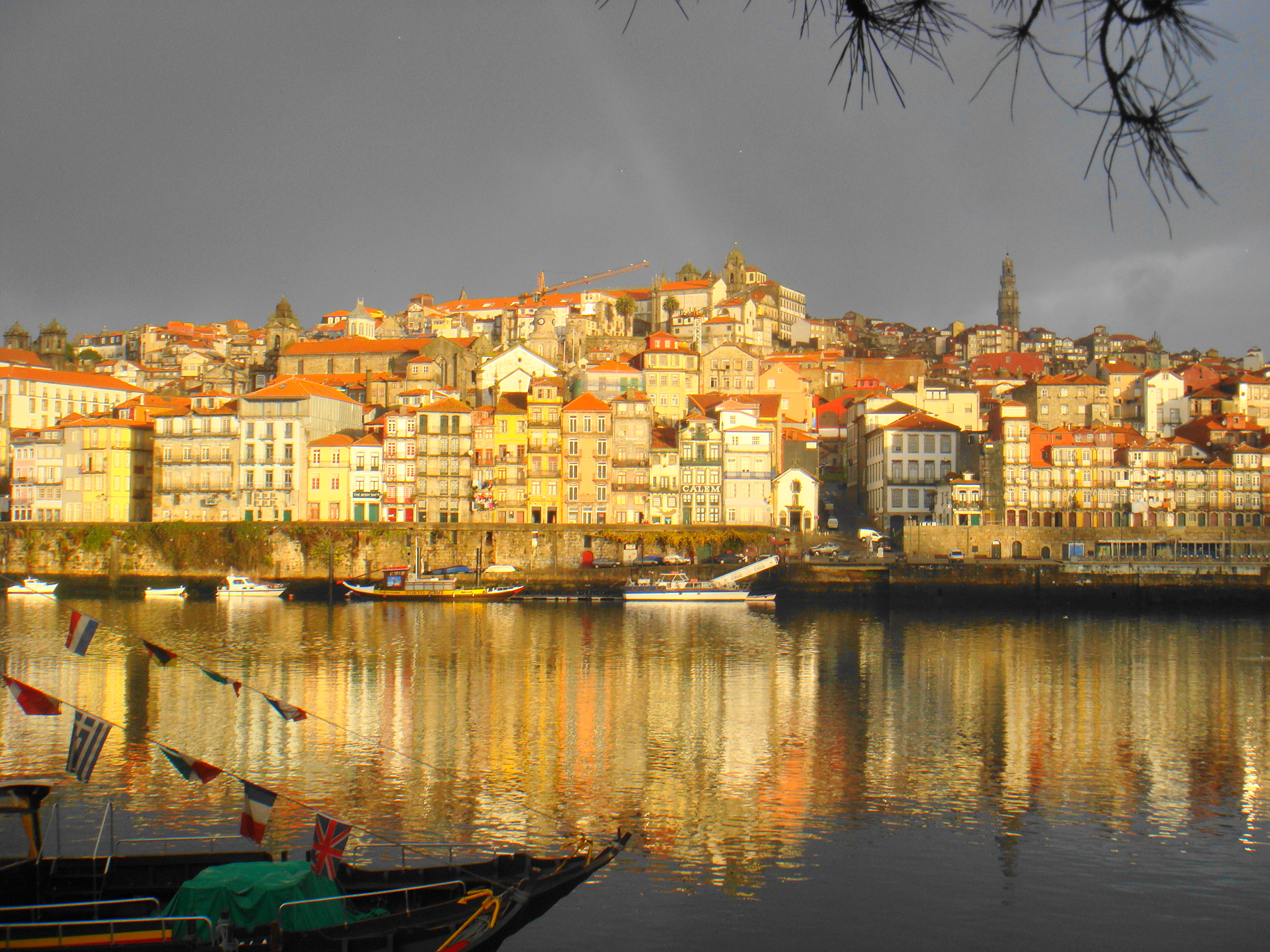
Ribeira de Porto.